# Procestrotus baliensis
Procestrotus baliensis är en tvåvingeart som beskrevs av Yarom 1996. Procestrotus baliensis ingår i släktet Procestrotus och familjen lövflugor. Inga underarter finns listade i Catalogue of Life.